# Maud Geffray
Maud Geffray est une musicienne, compositrice de musique électronique française et DJ.

## Biographie
Maud Geffray est née à Saint-Nazaire, en France. Son projet musical solo est signé chez Pan European Recording et elle fait partie du groupe Scratch Massive. En 2015, elle publie un premier EP solo baptisé 1994. Il s'agit de la bande originale d’un film tourné lors d'une rave en 1994 dans les dunes entre Quiberon et Carnac.
En 2017, Maud Geffray sort son 1er album Polaar. Elle part le composer à Rovaniemi en Laponie finlandaise, en plein hiver, où il fait nuit noire 22 heures sur 24. Elle compose un film musical en s'inspirant de la vie des adolescents plongés dans le noir, en partenariat avec So Films et le musée du Louvre. L'album contient un featuring avec Flavien Berger . En novembre de la même année, invitée du festival Variations, organisée par le magazine musical Sourdoreille, elle s'associe à la harpiste néerlandaise, Lavinia Meijer afin d'honorer la musique contemporaine minimaliste et répétitive de Philip Glass sur la scène de La Cigale.
Maud Geffray compose également des BO de films en solo et avec Scratch Massive. Elle compose notamment les BO de Zoé Cassavetes, réalisatrice américaine et fille de John Cassavetes. En 2018 elle compose la BO du film-documentaire Southern Belle du réalisateur Nicolas Peduzzi (sorti en avril 2018), qui brosse le portrait d'une jeunesse américaine perdue et décadente à travers la figure de Taelor, héritière d'un exploitant de pétrole.
En 2019, Maud Geffray sort la pièce musicale intitulée Still Life, une pièce de 40 minutes honorant Philip Glass qu'elle a composé pour synthétiseurs et harpe, et qui fait l'objet d'une tournée avec les harpistes Laure Brisa ou Lavinia Meijer.
En 2019, elle est la première personne à sortir un remix officiel du thème du film Le Grand Bleu, composé par Éric Serra.
En mai 2022, elle sort son deuxième album intitulé Ad Astra, qui inclut notamment des collaborations avec les artistes Rebeka Warrior et Koudlam. Il est suivi en 2023 d’un EP : les Nite Sessions, dans laquelle est retravaille certains de ses titres dans un registre dance floor.
En janvier 2023, Maud Geffray compose les musiques pour Chanel Haute Couture, filmé et mis en scène par l'artiste Xavier Veilhan. La même année, elle compose la BO de la série Split réalisé par Iris Brey. Maud Geffray en compose la bande originale et Rebeka Warrior le générique. Les deux compositrices gagnent le prix de la meilleure BO de série au Festival Serie Mania 2023.
En 2024, Maud Geffray compose la bande originale de Je le Jure réalisé par Samuel Theis puis en 2025, l'Epreuve du Feu de AUrelien Peyre.
Elle sort également un nouvel album avec Scratch Massive, contenant 2 featurings avec les artistes Yelle et Jeanne Added.

## Prix
Prix SACEM 2023 Meilleure musique originale pour la Série Split d'Iris Brey au festival Seriemania.

## Discographie

### Albums
- 2017 : Polaar, Pan European Recording, LP
- 2019 : Still Life avec Lavinia Meijer, LP, Pan European Recording
- 2022 : Ad Astra, Pan European Recording, LP

### Bandes Originales
- 2015 : Bande originale du long métrage Days out of Days, de Zoé Cassavetes, avec Scratch Massive (Cinéma)
- 2016 : Bande originale de la série Junior, de Zoé Cassavetes, avec Scratch Massive (Blackpills)
- 2017 : Bande originale du film Southern Belle, de Nicolas Peduzzi (Cinéma)
- 2019 : Bande originale du film documentaire Les démons de Ludivine, de Axelle Vinassac (Arte)
- 2020 : Musiques originales pour le film Kiss and Cry De Chloé Mahieu et Lila Pinell
- 2021 : Musique originale pour le spectacle Compulsory Figures de l’artiste contemporain Xavier Veilhan
- 2022 : Bande originale du film documentaire Préliminaires, de Julie Talon (Arte)
- 2023 : Bande originale de la série Split de Iris Brey composée par Maud Geffray. Rebeka Warrior en compose la chanson de générique. (France Télévision). Prix de la meilleure BO de série au Festival Serie Mania
- 2023 : Bande originale du film d'horreur Fuck'n Nuts de Sam Fox avec Scratch Massive
- 2024 : Bande originale du court métrage Toutes les femmes le font de Marina Ziolkowski avec Roxane mesquida et Mathieu Demy
- 2024 : Bande originale du court métrage Les Noyaux sans Cerises de Vanessa Guide avec les Talents Adami et la SACEM
- 2024 : Bande originale du film documentaire Menopauses, de Julie Talon (Arte)
- 2025 : Bande Originale du long métrage Je le Jure de Samuel Theis (cinéma)
- 2025 : Bande Originale du long métrage L'Epreuve du Feu de Aurélien Peyre (cinéma).

### EP
- 2015 : 1994, Pan European Recording, EP
- 2015 : Bleu pétrole, Pan European Recording, EP
- 2021 : Free Fall, Warrior Records, EP
- 2023 : Nite Sessions, Pan European Recording, EP

### Remixes
- 2019 : Le Grand Bleu The Overture, Éric Serra, Remix
- 2020 : ULTRARÊVE, Aaron, Remix
- 2021 : Love on the Beat, Alex Baupain, Remix
- 2021 : Poplar, Blutch, Remix
- 2022 : Don't Run from the Fire, Minuit Machine, Remix
- 2023 : Where do we Go , Hen Yanni, Remix